# Pirtov
Pirtov (mađ. Pirtó) je selo u jugoistočnoj Mađarskoj.
Zauzima površinu od 34,49 km četvornih.

## Zemljopisni položaj
Nalazi se u regiji Južni Alföld, na 46°31' sjeverne zemljopisne širine i 19°26' istočne zemljopisne dužine. Bodgar se nalazi istočno.

## Upravna organizacija
Upravno pripada olaškoj mikroregiji u Bačko-kiškunskoj županiji. Poštanski broj je 6414.

## Promet
Pirtov se nalazi na željezničkoj prometnici. U selu je i željeznička postaja.

## Stanovništvo
U Pirtovu živi 992 stanovnika (2002.).